# Ménil-Hubert-en-Exmes
Ménil-Hubert-en-Exmes – miejscowość i gmina we Francji, w regionie Normandia, w departamencie Orne.
Według danych na rok 1990 gminę zamieszkiwało 130 osób, a gęstość zaludnienia wynosiła 13 osób/km² (wśród 1815 gmin Dolnej Normandii Ménil-Hubert-en-Exmes plasuje się na 756. miejscu pod względem liczby ludności, natomiast pod względem powierzchni na miejscu 508.).